# Glashütte (Aalen)
Glashütte ist ein Teilort von Unterkochen, einem Stadtbezirk von Aalen.

## Lage und Verkehrsanbindung
Glashütte liegt südöstlich des Stadtkerns von Aalen und östlich von Waldhausen. Der Ort liegt tief in einem Seitental des Weißen Kochers, durch das der Häselbach fließt. Nur eine kleine Straße führt nach Unterkochen.

## Geschichte
Seit 1508 wurde im Ort Glas hergestellt, nach 1660 wurde die Produktion jedoch eingestellt.
1854 hatte Glashütte 47 Einwohner.

## Galerie

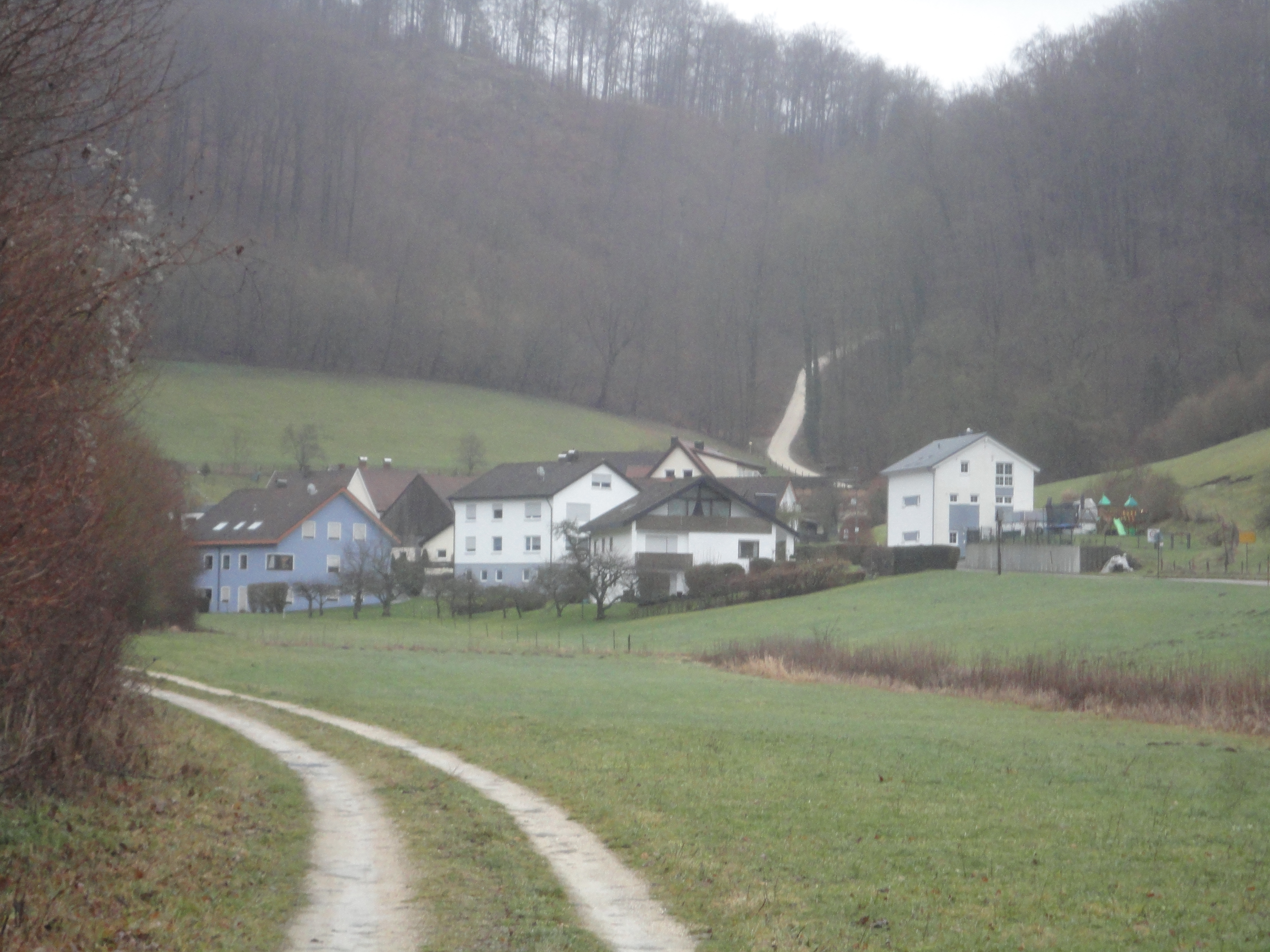
Glashütte Glassteige
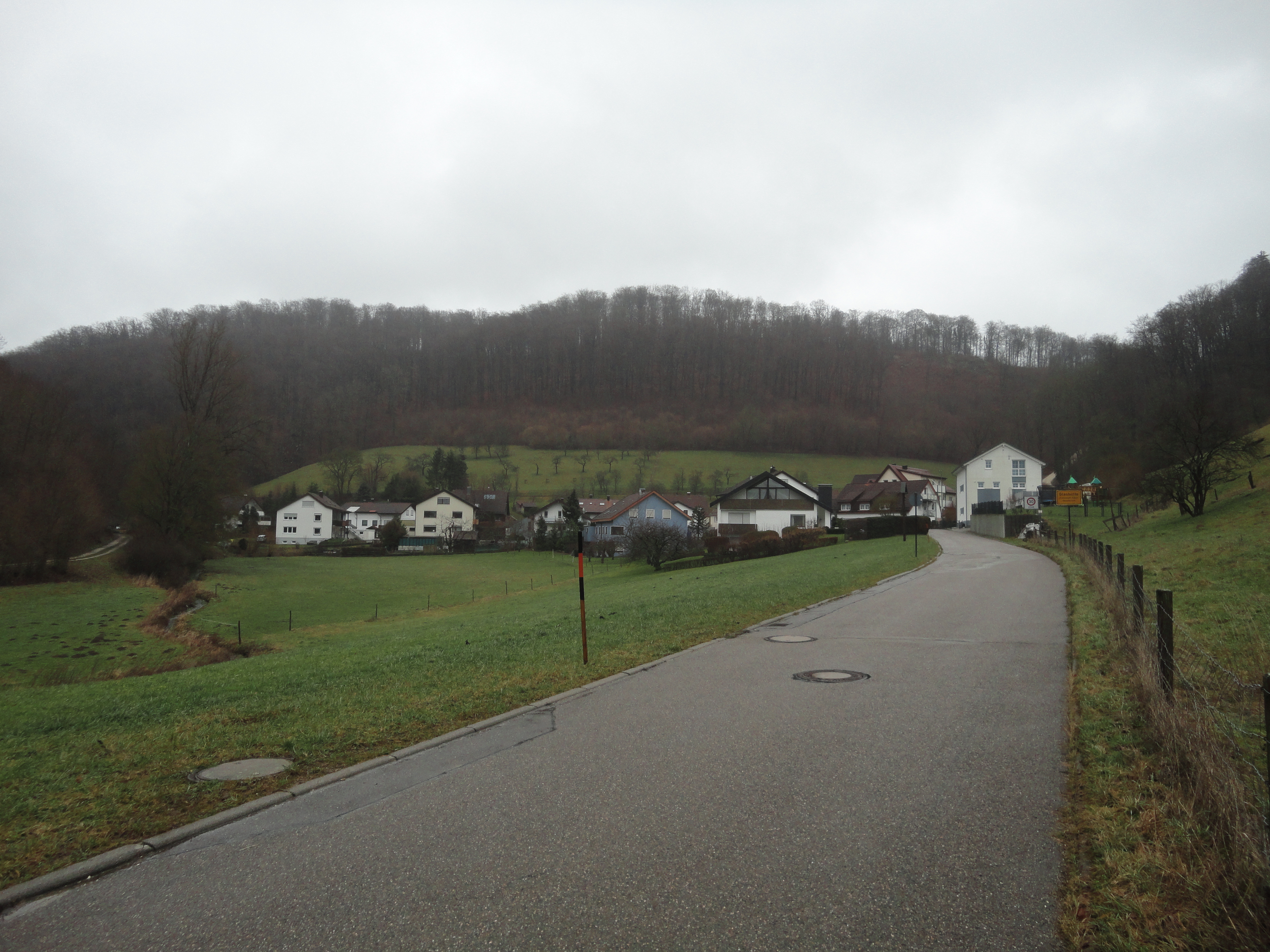
Ortseinfahrt Glashütte
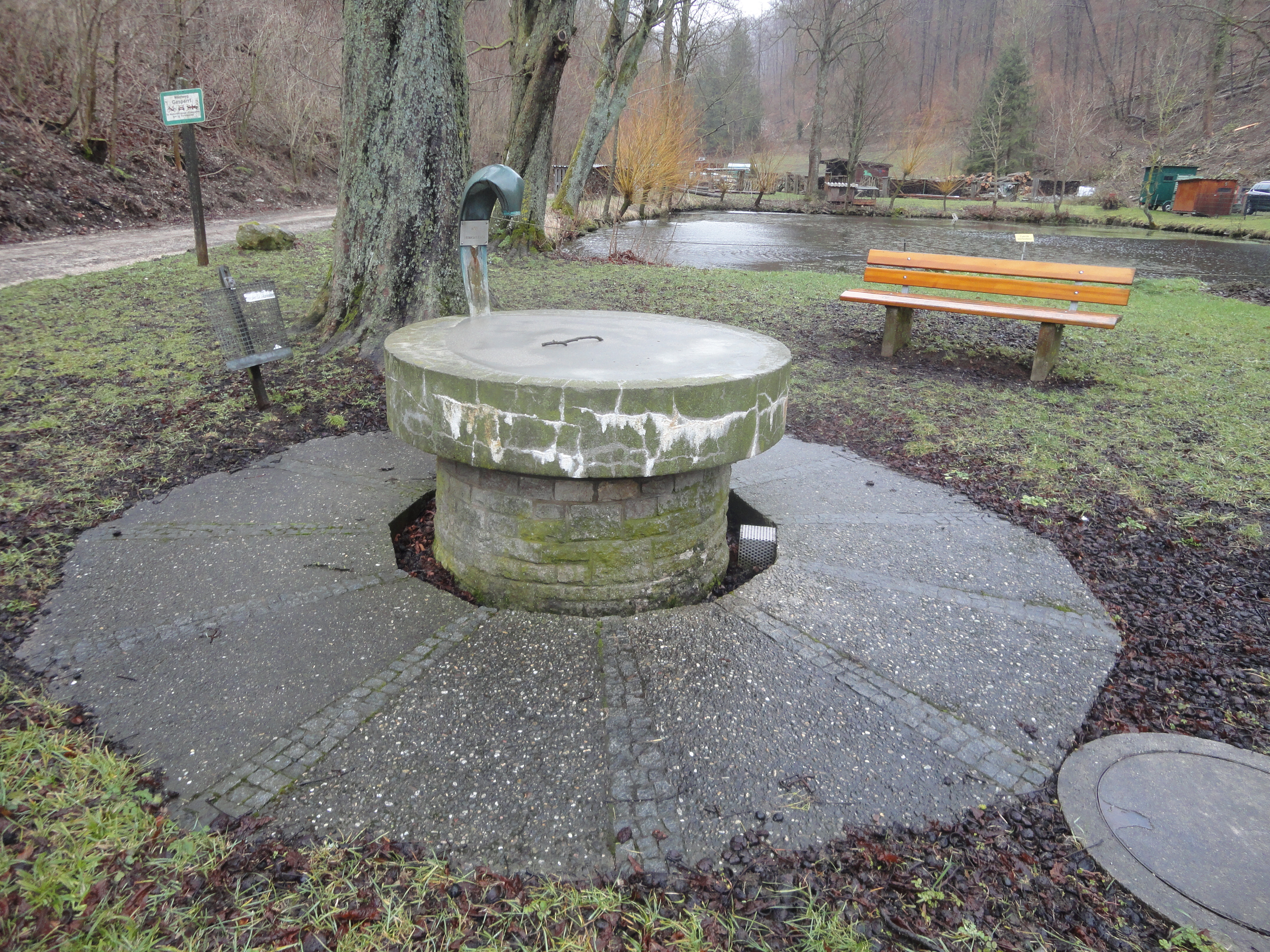
Am Dorfweiher